# Butha-Buthe
Butha-Buthe – miasto w Lesotho; stolica dystryktu Butha-Buthe; 30 tys. mieszkańców (2011). Przemysł spożywczy, włókienniczy.
Miasto położone jest w pobliżu góry o tej samej nazwie; około roku 1810 osiedlił się tu wraz ze swoim klanem późniejszy wódz narodu Basotho i król państwa Basuto, Moshoeshoe I i do roku 1823 bronił się w tej okolicy przed falami wojsk plemienia Zulusów pod wodzą ich króla, Czaki.